# پیدرا
پیدرا (به اسپانیایی: Piedra del Águila) یک منطقهٔ مسکونی در آرژانتین است که در Collón Curá Department واقع شده‌است. پیدرا ۳٬۶۸۹ نفر جمعیت دارد و ۴۹۱ متر بالاتر از سطح دریا واقع شده‌است.